# Manuel Álvarez Torneiro
Manuel Álvarez Torneiro   (la Corunya, 7 de juliol de 1932 - la Corunya, 8 d'octubre de 2019) va ser un escriptor i periodista gallec.
Va ser alumne de l'Escola d'Alts Estudis Mercantils de la seva ciutat. Pertany a l'anomenada Xeración das Festas Minervais. És autor d'una extensa obra poètica d'importància reconeguda en diversos estudis i antologies. Va ser fundador del grup Alba en els anys cinquanta, col·laborador en diversos llibres col·lectius i revistes (Dorna, Clave Orión, A Xanela, etc.). També va participar en nombrosos recitals. Durant 25 anys va ser redactor del periòdic La Voz de Galicia, on, entre altres funcions, va portar a terme una important labor com a crític literari. El 2011 va esdevenir membre d'honor de l'Associació d'Escriptors en Llengua Gallega i el 2013 va rebre el Premi Nacional de poesia de les Lletres Espanyoles, el primer poeta en rebre el premi amb un llibre en gallec.

## Obres

### En gallec
- Memoria dun silencio (1982)
- Fértil corpo do soño (1985)
- Restauración dos días (1986)
- As voces consagradas (1992)
- As doazóns do incendio (1993)
- Rigorosamente humano (1994) Premi Esquío
- Luz de facer memoria(1998) Premi González Garcés i Premi de la Crítica de l'any 1999.
- Os ángulos da brasa (2011) Premi de la Crítica de l'any 2012.

### En castellà
- Desnudo en barro (1983)
- Cenizas en el Salmó (1985).